# 施比尼克足球會
施比尼克足球俱乐部（HNK Šibenik），克罗地亚职业足球俱乐部，位于沿海的希貝尼克，俱乐部创建于1932年。

## 球队介绍
2006年，俱乐部取得克罗地亚足球乙级联赛南区第一名升入克甲。 
HNK施比尼克的主场是Šubićevac体育场 (Stadion Šubićevac)，体育场可以容纳8,000人。施比尼克的球迷被称之为Funcuti，他们和克罗地亚的另外两个达尔马提亚型海岸城市俱乐部HNK哈伊杜克和NK扎达尔“势不两立”。